# Hornelen
Der Hornelen ist ein Berg in der Gemeinde Bremanger in der norwegischen Provinz Vestland. Der Berg liegt am östlichen Ende der Insel Bremangerlandet an der Meerenge Frøysjøen in der norwegischen Region Nordfjord. Mit 860 Metern ist Hornelen die höchste Klippe Europas und wurde lange Zeit als Orientierungspunkt für die Schifffahrt genutzt. Die Wanderung zum Gipfel des Hornelen dauert ca. 4 Stunden von Berleneset aus.
Die horizontale Entfernung vom Gipfel zum Meer beträgt ungefähr 500 Meter. Etwa 1 Kilometer westlich der Klippe befindet sich der höchste Punkt der Insel Bremangerlandet, die Svartevassegga mit einer Höhe von 889 Metern. Das Gestein des Hornelen besteht aus Sandstein der Devonzeit und ist ein wichtiger Bestandteil der Geologie Norwegens.